# Московское гигиеническое общество
Московское гигиеническое общество (1892—1896) — университетское научное общество, созданное по инициативе профессора Ф. Ф Эрисмана, при медицинском факультете Московского университета. 

## История
Идея создания общества возникла в 1880 году внутри небольшого кружка московских врачей. В 1881 году был составлен устав общества, но так как Москва и Московская губерния ещё не имели в то время общественной санитарной организации, а при Московском университете не было Гигиенического института, то общество, обсудив устав, больше не собиралось.
Активная деятельность началась в 1892 году, когда был утверждён и новый устав. Целью общества, согласно уставу, было «содействовать улучшению общественного здоровья и санитарных условий по преимуществу в Москве и Московской губернии». Общество стало одним из предшественников Всесоюзного научного общества гигиенистов и санитарных врачей. Председателем общества на протяжении всего времени его существования был Эрисман. В 1896 году в связи с его уходом из Московского университета общество распалось.
В 1896 году Эрисман вместе с 42 профессорами Московского университета подал петицию на имя Московского генерал-губернатора о пересмотре дел высланных полицией студентов. Царское правительство давно ожидало случая, чтобы освободиться от неугодного ему ученого. В этом же году Эрисман, уехав в Швейцарию, больше не смог вернуться. Эрисман до конца жизни тяжело переживал разлуку с Россией, которую считал своей второй родиной и которой щедро отдавал энергию и талант ученого.